# Tổng tuyển cử Botswana 2024
Cuộc tổng tuyển cử được tổ chức tại Botswana vào ngày 30 tháng 10 năm 2024 để bầu các nghị sĩ của Quốc hội Botswana khóa 13 cũng như các hội đồng địa phương trên khắp cả nước. Có 61 ghế của Quốc hội cũng như 609 ghế hội đồng địa phương được bầu, tất cả đều được bầu thông qua hệ thống bỏ phiếu theo đa số phiếu.

## Kết quả
| ↓   |     |     |     |     |
| 36  | 15  | 5   | 4   | 1   |
| UDC | BCP | BPF | BDP | Đl. |

|                                                                                                 |                                      |                                      |                                      |           |        |     |     |
| Đảng hoặc liên minh                                                                             | Đảng hoặc liên minh                  | Đảng hoặc liên minh                  | Đảng hoặc liên minh                  | Phiếu bầu | %      | Ghế | +/– |
|                                                                                                 | Chiếc ô cho sự thay đổi dân chủ      |                                      | Mặt trận Quốc gia Botswana           | 193.166   | 23.13  | 23  | +19 |
|                                                                                                 | Chiếc ô cho sự thay đổi dân chủ      | Liên minh vì sự tiến bộ              | 46.799                               | 5.60      | 6      | +5  |     |
|                                                                                                 | Chiếc ô cho sự thay đổi dân chủ      | Độc lập                              | 39.261                               | 4.70      | 3      | +3  |     |
|                                                                                                 | Chiếc ô cho sự thay đổi dân chủ      | Đảng Nhân dân Botswana               | 31.636                               | 3.79      | 4      | +4  |     |
| Tổng cộng                                                                                       | Tổng cộng                            |                                      |                                      | 36        | +21    |     |     |
|                                                                                                 | Đảng Dân chủ Botswana                | Đảng Dân chủ Botswana                | Đảng Dân chủ Botswana                | 254.632   | 30.49  | 4   | −34 |
|                                                                                                 | Đảng Quốc Đại Botswana               | Đảng Quốc Đại Botswana               | Đảng Quốc Đại Botswana               | 175.326   | 20.99  | 15  | +4  |
|                                                                                                 | Mặt trận yêu nước Botswana           | Mặt trận yêu nước Botswana           | Mặt trận yêu nước Botswana           | 69.414    | 8.31   | 5   | +2  |
|                                                                                                 | Đảng Cộng hòa Botswana               | Đảng Cộng hòa Botswana               | Đảng Cộng hòa Botswana               | 3.212     | 0.38   | 0   | Mới |
|                                                                                                 | Phong trào dân chủ Botswana          | Phong trào dân chủ Botswana          | Phong trào dân chủ Botswana          | 1.146     | 0.14   | 0   | 0   |
|                                                                                                 | Đảng Thay Thế Thực Sự                | Đảng Thay Thế Thực Sự                | Đảng Thay Thế Thực Sự                | 222       | 0.03   | 0   | Mới |
|                                                                                                 | Độc lập                              | Độc lập                              | Độc lập                              | 20.434    | 2.45   | 1   | +1  |
| Thành viên được bổ nhiệm và dựa chức                                                            | Thành viên được bổ nhiệm và dựa chức | Thành viên được bổ nhiệm và dựa chức | Thành viên được bổ nhiệm và dựa chức |           |        | 8   | 0   |
| Tổng cộng                                                                                       | Tổng cộng                            | Tổng cộng                            | Tổng cộng                            | 835.248   | 100.00 | 69  | +4  |
|                                                                                                 |                                      |                                      |                                      |           |        |     |     |
| Phiếu bầu hợp lệ                                                                                | Phiếu bầu hợp lệ                     | Phiếu bầu hợp lệ                     | Phiếu bầu hợp lệ                     | 835.248   | 98.80  |     |     |
| Phiếu bầu không hợp lệ/trống                                                                    | Phiếu bầu không hợp lệ/trống         | Phiếu bầu không hợp lệ/trống         | Phiếu bầu không hợp lệ/trống         | 10.145    | 1.20   |     |     |
| Tổng cộng phiếu bầu                                                                             | Tổng cộng phiếu bầu                  | Tổng cộng phiếu bầu                  | Tổng cộng phiếu bầu                  | 845.393   | 100.00 |     |     |
| Cử tri phiếu bầu đã đăng ký                                                                     | Cử tri phiếu bầu đã đăng ký          | Cử tri phiếu bầu đã đăng ký          | Cử tri phiếu bầu đã đăng ký          | 1.038.275 | 81.42  |     |     |
| Nguồn: Tổng hợp kết quả theo khu vực bầu cử (61/61 đã được tuyên bố) (cử tri/tỷ lệ đi bỏ phiếu) |                                      |                                      |                                      |           |        |     |     |

| \| Phiếu bầu phổ thông (%) \| Phiếu bầu phổ thông (%) \| Phiếu bầu phổ thông (%) \| Phiếu bầu phổ thông (%) \| Phiếu bầu phổ thông (%) \| \| ----------------------- \| ----------------------- \| ----------------------- \| ----------------------- \| ----------------------- \| \| \| \| \| \| \| \| UDC \| UDC \| \| 37.22% \| 37.22% \| \| BDP \| BDP \| \| 30.49% \| 30.49% \| \| BCP \| BCP \| \| 20.99% \| 20.99% \| \| BPF \| BPF \| \| 8.31% \| 8.31% \| \| Độc lập \| Độc lập \| \| 2.45% \| 2.45% \| \| Khác \| Khác \| \| 0.54% \| 0.54% \| |         |  |        |        |
| Phiếu bầu phổ thông (%) |         |  |        |        |
| |         |  |        |        |
| UDC | UDC     |  | 37.22% | 37.22% |
| BDP | BDP     |  | 30.49% | 30.49% |
| BCP | BCP     |  | 20.99% | 20.99% |
| BPF | BPF     |  | 8.31%  | 8.31%  |
| Độc lập | Độc lập |  | 2.45%  | 2.45%  |
| Khác | Khác    |  | 0.54%  | 0.54%  |

| \| Ghế quốc hội (%) \| Ghế quốc hội (%) \| Ghế quốc hội (%) \| Ghế quốc hội (%) \| Ghế quốc hội (%) \| \| ---------------- \| ---------------- \| ---------------- \| ---------------- \| ---------------- \| \| \| \| \| \| \| \| UDC \| UDC \| \| 59.02% \| 59.02% \| \| BCP \| BCP \| \| 24.59% \| 24.59% \| \| BPF \| BPF \| \| 8.20% \| 8.20% \| \| BDP \| BDP \| \| 6.56% \| 6.56% \| \| Độc lập \| Độc lập \| \| 1.64% \| 1.64% \| |         |  |        |        |
| Ghế quốc hội (%) |         |  |        |        |
| |         |  |        |        |
| UDC | UDC     |  | 59.02% | 59.02% |
| BCP | BCP     |  | 24.59% | 24.59% |
| BPF | BPF     |  | 8.20%  | 8.20%  |
| BDP | BDP     |  | 6.56%  | 6.56%  |
| Độc lập | Độc lập |  | 1.64%  | 1.64%  |